# Rainer Groß (Politiker)

Rainer Gross (2025)

Rainer Groß (* 9. August 1960 in Bad Godesberg) ist ein deutscher Rechtsanwalt Politiker (AfD). Er ist seit 2025 Mitglied des Deutschen Bundestages.

## Leben
Nach seinem Abitur leistete Groß freiwilligen Wehrdienst.
Anschließend studierte er in Bonn Rechtswissenschaften sowie im Grundstudium Politik und Volkswirtschaft. Später studierte er in Oestrich-Winkel Vermögensplanung (CEP). Zu Beginn seines Studiums gehörte wie bereits sein Vater der Alten Breslauer Burschenschaft der Raczeks zu Bonn an. 
1990 trat er in eine deutsche Großbank in Frankfurt ein und war in Frankfurt, New York und München tätig. Er ist als Rechtsanwalt zugelassen und war als Rechtsanwalt und Banker im Gesellschafts-, Stiftungs- und Wirtschaftsrecht spezialisiert.
Er war bis zum Einzug in den Bundestag Mitglied in Anlageausschüssen großer Stiftungen sowie im Bankwesen in der institutionellen Vermögensverwaltung tätig.
Groß war Dozent für Stiftungswesen an einer Managementakademie. 
Groß ist verheiratet und hat zwei Kinder.

## Politik
Groß ist seit 2014 Mitglied der AfD und Schatzmeister der AfD Bayern. Er gehört seit 2018 dem oberbayerischen Bezirkstag an. Bei der Bundestagswahl 2025 wurde er über die Landesliste der AfD Bayern in den Deutschen Bundestag gewählt.
Im 21. Deutschen Bundestag ist Groß stellvertretendes Mitglied im Haushaltsausschuss sowie Mitglied in der Deutsch-Französischen Parlamentarischen Versammlung.